# La Une
La Une – бельгийский национальный телевизионный канал франкоязычной общественной вещательной организации RTBF. La Une считается эквивалентным фламандскому коллеге, Eén, первому национальному каналу фламандского вещателя VRT. La Une начал вещание 31 октября 1953 года.

## История

### INR
Экспериментальное телевидение родилось в Бельгии 2 июня 1953 года с прямой трансляцией коронации королевы Елизаветы II в Англии.
31 октября в 20:30 из студии 5 в Place Flagey, штаб-квартире Бельгийского национального института радиовещания (INR), диктор Джанин Ламботт открывает антенну нового экспериментального телевизионного канала, который только что родился под названием бельгийского INR-Television, вещание на французском языке и вещание только два часа в день, шесть дней в неделю. Программа начинается с новостей французского телевидения RTF, транслируемых передатчиком Télé-Lille (первый передатчик) Французский региональный), за которым следует программа типа кабаре под названием Boum.
В первые дни МНО транслирует два-три вечера в неделю, при этом важное место отводится театру и драме, а в пятницу и в праздничные дни проводятся перерывы. В среду и воскресенье вечером сеть транслирует собственное производство. Остальная часть передач обеспечивается программами RTF Television, которые бельгийское телевидение называет «Парижской эстафетой». Первые прямые трансляции спортивных состязаний появятся на Чемпионате мира по футболу 1954 года и в понедельник о спортивных состязаниях 1955 года. Первые телевизионные новости в Бельгии появились 1 сентября 1956 года. Они были полностью сняты в Брюсселе и практически лишены изображений, за исключением ведущего читает его текст.
Прогноз погоды уже существует. В течение нескольких лет он появлялся в виде анимационных карикатур, соответствующих объявленному времени. Эти рисунки выполнены в реальном времени в Королевском метеорологическом институте на матовом стекле, которое позволяет видеть только рисунок, фигуру с зонтиком или лучезарное солнце на купающихся и т. Д. в исполнении Боба Будара, причудливого кабаре с талантом карикатуриста (а также способного интерпретировать, насвистывая различные музыкальные произведения). Будучи невидимым за матовым экраном, Будар должен интерпретировать бюллетень на лету, когда он прибывает в институт, часто в последнюю минуту благодаря таксистам, которые узнали его и которые готовы спешить, чтобы принести его вовремя, потому что он имеет различные обязанности, которые занимают его в Брюсселе, в частности, чтобы держать его кофе на улице Доминиканской, встречи многих актеров театров в центре города Брюсселя.
Брюссельская универсальная выставка 1958 года дала INR возможность укрепить свой новый телевизионный столб и вытеснить радио. Панель «Бельгийское экспериментальное телевидение» исчезает с экрана, приобретаются фургоны для сбора, журнал «Экспо» выходит каждый день в течение шести месяцев, а дни школьных каникул и перерывов в праздничные дни исчезают. Каждый день репортажи, интервью, дебаты и события сообщают о деятельности Expo '58. Секция расследований и отчетов запускает первый крупный бельгийский телевизионный журнал: Neuf Millions.
В 1953 году в Бельгии было всего 6 500 телевизионных приемников. Затем передатчики INR расположены во Дворце правосудия в Брюсселе с радиусом действия, ограниченным радиусом 40 километров. Лишь в 1954 году в Льеже и в 1958 году в Вавре были передатчики, что позволило охватить практически 96% франкоязычной территории. В 1956 году было более 100 000 телевизоров, а в 1960 году мы прошли отметку 700 000.
PЕКЛАМА

### RTB
В 1960 году закон Хармела заменил Национальный институт радиовещания на Бельгийское радио и телевидение (RTB). Это новое учреждение включает в себя голландский институт вещания (Belgische Radio en Televisie, Nederlandstalige uitzendingen или BRT), французский институт вещания (Бельгийское радио и телевидение, французские радиовещания или RTB) и институт общих служб. Два вещательных института независимы друг от друга и имеют полную культурную автономию, органическую независимость от правительства и гарантию свободы информации. RTB / BRT возглавляет директор программ, назначаемых королем.
В 1962 году кабельное телевидение было введено в Льеже и Намюре и развивалось по всей стране в 1975 году, что положило конец монополии общественного телевидения.
Появляется несколько программ, таких как «Le Jardin extraordinaire» (1965), «Le Week-end sportif» (1967), «живые» заезды с велогонки «Тур де Франс», первые политические дебаты и предвыборные вечера, а также крупные репортажи за рубежом.
В 1971 году RTB приобрела цвет, благодаря Leord Jardin, а в 1973 году вышла телевизионная передача Le Journal.
В 1977 году был создан второй франкоязычный телеканал, RTBis, и произошла децентрализация производства с созданием региональных телецентров в Льеже и Шарлеруа. Новый производственный центр был создан в Брюсселе в 1979 году.

### RTBF1
RTB стал Бельгийским радио-телевидением французского сообщества (RTBF) в 1977 году по решению Совета по культуре французского сообщества. Таким образом, RTBF обладает культурной автономией, монополией на радио и телевизионное вещание, свободой информации и независимостью от государственных органов. RTBF направляется Советом директоров, члены которого избираются в соответствии с политическими подразделениями Совета по культуре. Генеральный администратор назначается Советом по культуре. Первый телевизионный канал RTBF был тогда переименован в RTBF1, а в 1985 году стал La Une.
В 1983 году RTL Television получила разрешение на радиопередачу между Люксембургом и Брюсселем; в качестве компенсации RTBF получил доступ к некоммерческой рекламе в 1984 году. Таким образом, RTBF1 мог транслировать культурные ролики или государственные кампании, но он также транслировал рекламные сообщения, восхваляя преимущества различных продуктов, не показывая их. бренд, который позволяет RTBF обойти закон, оставаясь при этом легальным. Финансовый вклад и упоминание на экране коммерческих спонсоров было разрешено исключительно правительством в 1987 году, чтобы позволить RTBF финансировать организацию 32-го конкурса песни Евровидение, который проходит в Брюсселе.
Указ французского сообщества о разрешении вещания частного канала RTL-TVI в сентябре 1987 года положил конец монополии на вещание RTBF. Другой указ 1988 года разрешил коммерческую рекламу на новом частном канале, но в 1989 году французское сообщество, чьи пожертвования уже не были достаточными для финансирования RTBF, разрешило указом транслировать коммерческую рекламу на RTBF1, чтобы сбалансировать ситуацию. Первый коммерческий рекламный ролик на RTBF1 был показан 1 сентября 1989 года около 18:55 для шоколада Milka's Lila Pause. Управление и маркетинг рекламного пространства поручено компании, общей для государственных и частных каналов французского сообщества (RTBF1, Télé 21 и RTL-TVI), которая называется TVB, которая распределяет доход от рекламы на уровне 25% для RTBF и 75% для RTL-TVI. Система, подвергшаяся критике со всех сторон, будет заброшена в 1996 году.
В то время как до конца дня она открывала антенну для программ, предназначенных для молодежи, RTBF1 начала свои программы в 10 часов вечера с 10 сентября 1990 года, каждый день передавая в эфир фильм, а затем Нубу Нубу, du журнал для подростков Félix, из новостной ленты 18:30, представленной Полом Жерменом, из игры Marmots, представленной Филиппом Лютерсом, из журнала Ce Soir, затем из трансляции JT1 в 19:30.
Дикторы пропали с эфира в 1993 году.

### La Une
Парламент французского сообщества в 1997 году принял указ, согласно которому RTBF стала автономным государственным предприятием. La Une был первым бельгийским телевизионным каналом, который прекратил закрывать антенну ночью.
По случаю чемпионата мира по футболу 1998 года RTBF решила транслировать все матчи на своих двух главных телевизионных каналах — La Une и La Deux. Чтобы самая широкая аудитория имела доступ к этим программам, мы перераспределяем передатчики, что позволяет, конечно, принимать La Une и La Deux в сетях кабельного телевидения, а также в эфире, по всей территории Французское Сообщество Бельгии. Эта система поддерживается за пределами чемпионата мира. Два канала RTBF также играют взаимодополняемость, транслируя один и тот же фильм на французском языке на первой полосе и в оригинальной версии на Deux.
La Une изменила свой внешний вид в январе 2004 года и реорганизовала свой спектр программ, чтобы дополнить программы Deux. В августе 2005 года канал перешел в формат 16: 9.